# زهرة الأفعى الحمراء
زهرة الأفعى الحمراء (الاسم العلمي: Echium rubrum) هو نوع نباتي يتبع جنس زهرة الأفعى ضمن الفصيلة الحِمحِمية من طائفة ثنائيات الفلقة.